# 俏皮女學生
《俏皮女學生》是1982年上映的一部香港青春愛情片，由麥當傑執導，文雋编剧，溫碧霞、吳雅婷（女藝人伊能靜〈本名吳靜怡〉的胞姊）主演。本片憑〈戚眼眉〉榮獲第2屆香港電影金像獎最佳主題曲大獎。

## 劇情
大眼仔（溫碧霞 飾）生於小康之家，加上得到父親疼愛，生活無憂。但她無心向學，經常與朋友四處搗亂，令學校非常不滿。為了令她們改過，學校送她們到訓練營接受訓練，但她們不單沒有改善，還變本加厲，多次羞辱包Sir（龍剛 飾），令其心灰意冷。最後更誤將其心愛的鸚鵡弄死，令他忍無可忍地責罵她們一輪，豈料令他刺激過度而精神錯亂，眾人後悔不已。
大眼仔暗戀Peter（麥德和 飾），經常自我陶醉於自己的白日夢中，但Peter早已與April（吳雅婷 飾）拍拖，只好作罷。後來April結識新歡，大眼仔立即安慰Peter，因此雙方開始對彼此有好感。正當大眼仔洋洋得意之時，卻發現April已返回Peter身邊，最後大眼仔明白只有父親才是真正的關心自己。

## 演員表
| 演員       | 角色          | 關係                          |
| 溫碧霞     | 大眼仔        |                               |
| 吳雅婷     | April         | Peter的女友，大眼仔的朋友     |
| 麥德和     | Peter         | April的男友，大眼仔的暗戀對象 |
| 康惠倫     | Alice         |                               |
| 盧蕙儀     | 大白鯊        |                               |
| 喬宏       | 父親          | 大眼仔的父親                  |
| 劉克宣     | 校長          |                               |
| 梁葆貞     | 母親          |                               |
| 魚頭雲     | 色魔          |                               |
| 龍剛       | 包魚刷／包Sir |                               |
| 岑建勳     | 谷老師        |                               |
| 區海倫     | 班長          |                               |
| 溫錦昌     | 肥班          |                               |
| 黃鑑波     | 蠻牛主持人    |                               |
| Sam Sorono | 督導員        |                               |
| 黃德發     | 男孩子        |                               |
| 唐基明     |               |                               |
| 李曾鵬展   | 家政老師      |                               |

## 電影歌曲
| 曲別   | 歌曲           | 作曲        | 作詞   | 演唱   |
| ------ | -------------- | ----------- | ------ | ------ |
| 主題曲 | 〈戚眼眉〉     | 陳秋霞      | 林振強 | 露雲娜 |
| 插曲   | 〈失去你〉     | 陳秋霞      | 林敏驄 | 彭嘉碧 |
| 插曲   | 〈心花早已開〉 | Barry Mills | 林敏驄 | 彭嘉碧 |
| 插曲   | 〈心中滿是愛〉 | Barry Mills | 林敏驄 | 露雲娜 |
| 插曲   | 〈活躍微風裡〉 | 李偉        | 林敏驄 | 露雲娜 |

## 電影系列
《靚妹仔》（Lonely Fifteen）、《俏皮女學生》（Happy Sixteen）、《反斗妹》（Crazy Seventeen）三部同為編劇文雋的姊妹作（《反斗妹》亦是文雋首部導演的電影），英文名稱均為互相呼應；亦掀起了當時開拍「問題少女電影」的潮流。

## 獎項
| 年份 | 頒獎典禮            | 獎項         | 獲提名                                            | 結果 |
| ---- | ------------------- | ------------ | ------------------------------------------------- | ---- |
| 1983 | 第2屆香港電影金像獎 | 最有前途新人 | 溫碧霞                                            | 提名 |
| 1983 | 第2屆香港電影金像獎 | 最佳主題曲   | 〈戚眼眉〉 主唱：露雲娜 作曲：陳秋霞 填詞：林振強 | 獲獎 |

## 外部連結
- 香港影庫上《俏皮女學生》的資料（繁體中文）
- 豆瓣电影上《俏皮女學生》的資料 （简体中文）
- 时光网上《俏皮女學生》的資料（简体中文）
- 互联网电影数据库（IMDb）上《俏皮女學生》的资料（英文）